# Dealu Mare, Mehedinți
Dealu Mare este un sat ce aparține orașului Baia de Aramă din județul Mehedinți, Oltenia, România.